# Танталаты
Тантала́ты — группа химических соединений, соли танталовой кислоты. Общая формула MeTaO(3)n, где Me — металл, n —  валентность, равная 1,2...

## Примеры
- Тетрапероксотанталат калия
- Танталат неодима
- Танталат родия

## Применение
Танталат лития используется в электронно-оптических модуляторах, пироэлектрических детекторах, пьезоэлектрических преобразователях.
Танталат свинца(II) используется как сегнетоэлектрик .